# Victor Emanuel 3. af Italien
Victor Emanuel 3. (italiensk: Vittorio Emanuele III; født 11. november 1869 i Napoli, død 28. december 1947) var konge af Italien i perioden 1900-46 samt desuden kejser af Abessinien (Etiopien) 1936-41 og konge af Albanien 1939–43.
Han efterfulgte sin far Umberto i 1900 som Italiens konge. I 1915 støttede han Italiens indtræden i 1. verdenskrig og i 1922 støttede han Benito Mussolini og fascisternes magtovertagelse i Italien. Kongen var reelt en marionet, men var enig i fascisternes ekspansionspolitik i Albanien og Abessinien. Da de Allierede gik i land på Sicilien, skiftede kongen side og fik Mussolini arresteret. Sønnen, kronprins Umberto blev i april 1944 udnævnt til rigsforstander, og 5. juni overlod han også sine pligter til sønnen. Victor Emanuel 3. abdicerede officielt i maj 1946 og forlod samtidig Italien.

## Liv og gerning
Han skildredes i samtiden som en boglig interesseret mand og en stor møntsamler, viste allerede som prins militær dygtighed og interesse. Han besad sikker takt og sans for sit lands og sin tids vilkår og evne til at indrette sig efter de skiftende politiske forhold. Han undlod at træde personligt i forgrunden, men lod sine ministre lede også den i begyndelsen heldige udenrigspolitik, der skaffede Italien Tripolis efter en krig med Det Osmanniske Rige 1912—1913 og efter dets deltagelse — fra 1915 — i 1. verdenskrig på Ententens side en væsentlig del af Irredentaen: Trentino, Istrien og Triest skønt Tripelalliancen med Tyskland og Østrig var blevet fornyet i 1902, og endnu ved verdenskrigens udbrud 1914 betragtede han sig som disse rigers forbundsfælle, men allerede under Algeciras-konferencen i 1906 var Italien optrådt på Englands og Frankrigs side.
Udadtil gjaldt Victor Emanuel længe for "den demokratiske konge", hvad der kunne begrundes dels ved hans jævne og fordomsfri holdning over for alle partier og retninger, og dels også ved hans strenge efterfølgelse af det parlamentariske princip. Under den sociale opløsning efter 1. verdenskrig viste han imidlertid imødekommenhed over for den ny fascistiske bevægelse. Da dennes fører, Mussolini, for alvor greb efter magtens tøjler, nægtede Victor Emanuel ministerpræsident Facta hjælp til væbnet modstand, idet han afslog at underskrive et dekret om belejringstilstand. Fascisternes tog mod Rom kunne derfor gennemføres uden hindring, og den 30. oktober 1922 sattes kronen på værket, idet Mussolini efter kongens opfordring dannede et ministerium af fascister. Dette betød overgangen fra parlamentarisme til diktatur og var et vendepunkt for både Italien og Victor Emanuel, der siden støttede diktatoren eller i det mindste ikke voldte ham vanskeligheder.
Victor Emanuel besøgte København i juni 1922.

## Ægteskab og børn
Han giftede sig i 1896 med Elena af Montenegro (født 8. januar 1873) I sit ægteskab fik han følgende børn:
- Jolanta Margherita af Savoyen (1901-1986) gift i 1923 med greve Calvi di Bergolo,
- Mafalda af Savoyen, (1902-1944) (død i koncentrationslejren Buchenwald) og gift i 1925 med prins Philipp af Hessen-Kassel,
- Umberto II af Italien (1904-1983)
- Giovanna af Savoyen (1907-2000) gift med Boris III af Bulgarien
- Maria Francesca af Savoyen (1914-2001) gift med prins Luigi af Bourbon-Parma